# مستوى الابتكار
مستوى الابتكار (أو درجة الابتكار  أو مستوى الحل أو رتبة الحل أو رتبة الإبداع) عبارة عن درجة نسبية للتغيرات في نظام (أو حل) سابق في نتيجة حل مشكلة مبتكرة (مشكلة بها تناقض). تم تعريف المصطلح وتقديمه على يد مؤلف نظرية تريز، وهو جينريك ألتشولر (Genrich Altshuller).
بعد مراجعة 200000 ملخص براءة اختراع، حدد ألتشولر 40000 منها على أنها ممثلة للحلول الإبداعية عالية المستوى. وتضمنت الملخصات المتبقية تحسينات مباشرة تم الاعتراف بها بسهولة في تخصص النظام.
قسّم ألتشولر براءات الاختراع على درجات مختلفة للابتكار إلى خمسة مستويات:
- المستوى الأول - مشاكل التصميم الروتينية التي تم حلها بالطرق المعروفة في التخصص. وعادة لا يحتاج هذا المستوى إلى ابتكار.

مثال: استخدام الفحم الحجري في الكتابة
- المستوى الثاني - تحسينات طفيفة على النظام القائم باستخدام أساليب معروفة في هذه الصناعة.

مثال: القلم الرصاص المصنوع من الجرافيت (عصا فحم ملفوفة)
- المستوى الثالث - تحسينات أساسية على النظام القائم باستخدام أساليب معروفة خارج هذه الصناعة.

مثال: القلم الحبر (استخدام الحبر بدلاً من الفحم)
- المستوى الرابع - جيل جديد من النظام يتبع مبدأ جديدًا لأداء وظائف النظام الأساسية. وفي كثير من الأحيان يتم العثور على الحلول في العلوم أكثر منها في التكنولوجيا.

مثال: الطابعة (نظام كامل آخر للكتابة)
- المستوى الخامس - اكتشاف علمي أو اختراع رائد نادر للنظام الجديد.

مثال: القلم والورق الإلكتروني (انظر Anoto)
يتم تطبيق مستويات الابتكار هذه على الحلول فضلاً عن المشاكل التي تتطلب نظام الحل.
يُعد أيضًا مستوى الابتكار وإمكانية الابتكار  في أي أمة أو منطقة جغرافية أو نشاط اقتصادي قياسًا في مفهوم القدرة على الابتكار تم تقديمها في الأصل على يد البوفيسورر سواريز فيلا (Suarez-Villa) في عام 1990.

## وصلات خارجية
- Levels of Solutions (with examples) By Kalevi Rantanen
- Introduction to Basic I-TRIZ Levels of Invention
- Maturity Mapping of DVD Technology By Sanjana Vijayakumar
- Introduction of the Innovation Patent Australian Government response to the Recommendations of the Advisory Council on Industrial Property (ACIP) Report "Review of the Petty Patent System"
- What is innovative capacity? by Luis Suarez-Villa
- ideas21 - do You have an idea that can change the future?